# Svenska mästerskapen i dressyr 1952
Svenska mästerskapen i dressyr 1952 avgjordes i Strömsholm. Tävlingen var den 2:a upplagan av Svenska mästerskapen i dressyr.

## Resultat
| Placering | Ryttare            | Häst         |
| --------- | ------------------ | ------------ |
| 1         | Gehnäll Persson    | Knaust       |
| 2         | Henri Saint Cyr    | Master Rufus |
| 3         | Gustav Boltenstern | Krest        |